# Udon Ratthaya Expressway
De Udon Ratthaya Expressway (Thai: ทางพิเศษอุดรรัถยา) of Bang Pa-in–Pak Kret Expressway (Thai: ทางด่วนสายบางปะอิน–ปากเกร็ด) is een autosnelweg in Thailand. De snelweg in en rond Bangkok is 32 kilometer lang. De weg werd geopend in 1998 en is een verlenging van de Si Rat Expressway.
Chaloem Maha Nakhon Expressway ·
Si Rat Expressway ·
Prachim Ratthaya Expressway ·
Don Mueang Tollway ·
Chalong Rat Expressway ·
Burapa Withi Expressway ·
Udon Ratthaya Expressway ·
S1 ·
Motorway 6 ·
Motorway 7 ·
Bangkok Outer Ring Road / Kanchanaphisek Road / Motorway 9